# سیارک ۲۳۵۴۹
سیارک ۲۳۵۴۹ (به انگلیسی: 23549 Epicles، نامگذاری:1994ES6)۲۳۵۴۹مین سیارک کشف شده‌است که در ۰۹ مارس ۱۹۹۴ کشف شد.